# Abisara congdoni
Abisara congdoni är en fjärilsart som beskrevs av Jan Kielland. Abisara congdoni ingår i släktet Abisara och familjen Riodinidae. Inga underarter finns listade i Catalogue of Life.